# Burpee and Mills
Burpee and Mills es un municipio canadiense situado en la provincia de Ontario.

## Superficie
Burpee and Mills tiene una superficie de 217,33 km².

## Demografía
En 2021, tenía 382 habitantes, una densidad poblacional de 1,8 hab./km², y 292 viviendas.